# Кубок мира по вольной борьбе 1987
Соревнования по вольной борьбе на Кубке мира 1987 года проходили с 28 по 29 ноября в Улан-Баторе (Монголия). В соревнованиях приняли участие команды СССР, США, Кубы, Монголии, Японии и Австралии, которые разыграли 10 комплектов медалей.

## Медалисты
| Весовая категория | Золото                        | Серебро                          | Бронза                    |
| ----------------- | ----------------------------- | -------------------------------- | ------------------------- |
| до 48 кг          | Сергей Карамчаков · СССР      | Т. Сухбаатар · Монголия          | Вудбери Э. · США          |
| до 52 кг          | Сергей Замбалов · СССР        | Церенбаатарын Энхбаяр · Монголия | Марк Шваб · США           |
| до 57 кг          | Камалутдин Абдулдаудов · СССР | Халтмаагийн Баттуул · Монголия   | Алехандро Пуэрто · Куба   |
| до 62 кг          | Степан Саркисян · СССР        | Тайван А. · Монголия             | Джо Макфарленд · США      |
| до 68 кг          | Абдулла Магомедов · СССР      | Амараа Х. · Монголия             | Джон Джура · США          |
| до 74 кг          | Кенни Мондэй · США            | Владимир Дзугутов · СССР         | Энхбаяр Л. · Монголия     |
| до 82 кг          | Лукман Жабраилов · СССР       | Сухбат П. · Монголия             | Орландо Эрнандэс · Куба   |
| до 90 кг          | Зэвэгийн Дүвчин · Монголия    | Санасар Оганисян · СССР          | Роберто Лимонта · Куба    |
| до 100 кг         | Кирк Трост · США              | Ахмед Атавов · СССР              | Жавхлантугс Б. · Монголия |
| свыше 100 кг      | Давид Гобеджишвили · СССР     | Том Эриксон · США                | Доминго Меса · Куба       |
| Командный зачёт   | СССР                          | Монголия                         | США                       |